# Palau Nou de Narbona
El Palau Nou de Narbona és la part nova del conjunt monumental de Narbona, a França, format pel Palau dels Arquebisbes de Narbona i la Catedral de Sant Just i Sant Pastor.
El Palau se situa a la dreta del passatge de l'àncora, obrint-se una porta que domina l'accés a la zona del Palau Nou. La torrassa de Gil Aicelin, prop de la porta del mateix nom, va ser edificat per afirmar l'autoritat de l'arquebisbe sobre els vescomtes que tenien la residència just al front, per supervisar el pont i el port. Té 162 escalons i terrassa a la part superior amb un panorama esplèndid. Hi ha una sala dita del tresor amb escultures medievals. Al costat hi ha l'edifici del Sínode, del segle xiv, construït per engrandir el Palau. A la part nord de la torrassa hi ha la torre de Sant Marcial. Unes obres dels segles xvii i xviii van modificar-ne l'aspecte i es van construir façanes clàssiques; i a més el 1846 Eugène Viollet-le-Duc va aixecar l'ala est, que correspon a part de l'hotel de la vila (Ajuntament).
A la part baixa està la sala dels consols, amb una sèrie de pilars, dedicada als antics consols de la vila, amb diversos elements relatius a aquestos. Per una escala edificada el 1628 es passa a la zona de palau. La sala dels sínodes era on l'arquebisbe feia les recepcions i on es van fer moltes reunions dels Estats generals del Llenguadoc, assemblea provincial d'abans de la revolució que cada any es reunia en una vila diferent de la província. Inicialment era de doble altura que en l'actualitat. Els arcs es van construir al segle xvii per permetre la construcció d'un pis suplementari. A les paret hi ha quatre tapisseries d'Aubusson del segle xvii sobre la història bíblica d'Esther. Avui s'utilitza com a sala de concerts i per recepcions ofertes per la ciutat, així com per les reunions públiques del consell municipal. A la segona planta hi ha els apartaments de l'arquebisbe avui dia convertits en el Museu d'Art i Història de Narbona